# 左权三元阁
左权三元阁是一座清代古建筑，位于山西省晋中市左权县县城辽阳镇辽阳街北侧。
2003年1月15日，左权三元阁公布为晋中市文物保护单位。